# حقوق ال‌جی‌بی‌تی در ترکیه
افراد همجنس‌گرا، دوجنس‌گرا، تراجنسیتی (ال‌جی‌بی‌تی) در ترکیه، با چالش‌های قانونی روبرو می‌شوند که افرادی که ال‌جی‌بی‌تی نیستند آن را تجربه نمی‌کنند. اگرچه فضای عمومی برای افراد ال‌جی‌بی‌تی در این کشور، در مقایسه با بیشتر کشورهای دیگر با اکثریت مسلمان کمتر سرکوب‌کننده است.
فعالیت‌های همجنس خواهانه از سال ۱۸۵۸ در امپراتوری عثمانی قانونی شد و تا تشکیل ترکیه مدرن در سال ۱۹۲۳، فعالیت‌های همجنسگرایانه همواره امری قانونی بوده‌است. افراد ال‌جی‌بی‌تی، براساس کنوانسیون ژنو از سال ۱۹۵۱، حق گرفتن پناهندگی در ترکیه را دارند اما زوج‌های همجنسگرا، از حقوق قانونی کمتری نسبت به زوج‌های عادی برخوردارند. تراجنسی‌ها از سال ۱۹۸۸ اجازه تغییر جنسیت پیدا کردند. اگرچه بحث‌های قانونی علیه تبعیض گرایش‌های جنسی و هویت جنسی افراد ال‌جی‌بی‌تی صورت گرفته اما همچنان به صورت یک قانون حمایتی تصویب نشده‌است. افکار عمومی مردم ترکیه که مسلمان هستند در رابطه با همجنسگرایی عموماً محافظه کارانه بوده‌است و موارد گسترده ای از تبعیض، آزار و اذیت و خشونت علیه ال‌جی‌بی‌تی در ترکیه گزارش شده‌است.

## تاریخچه

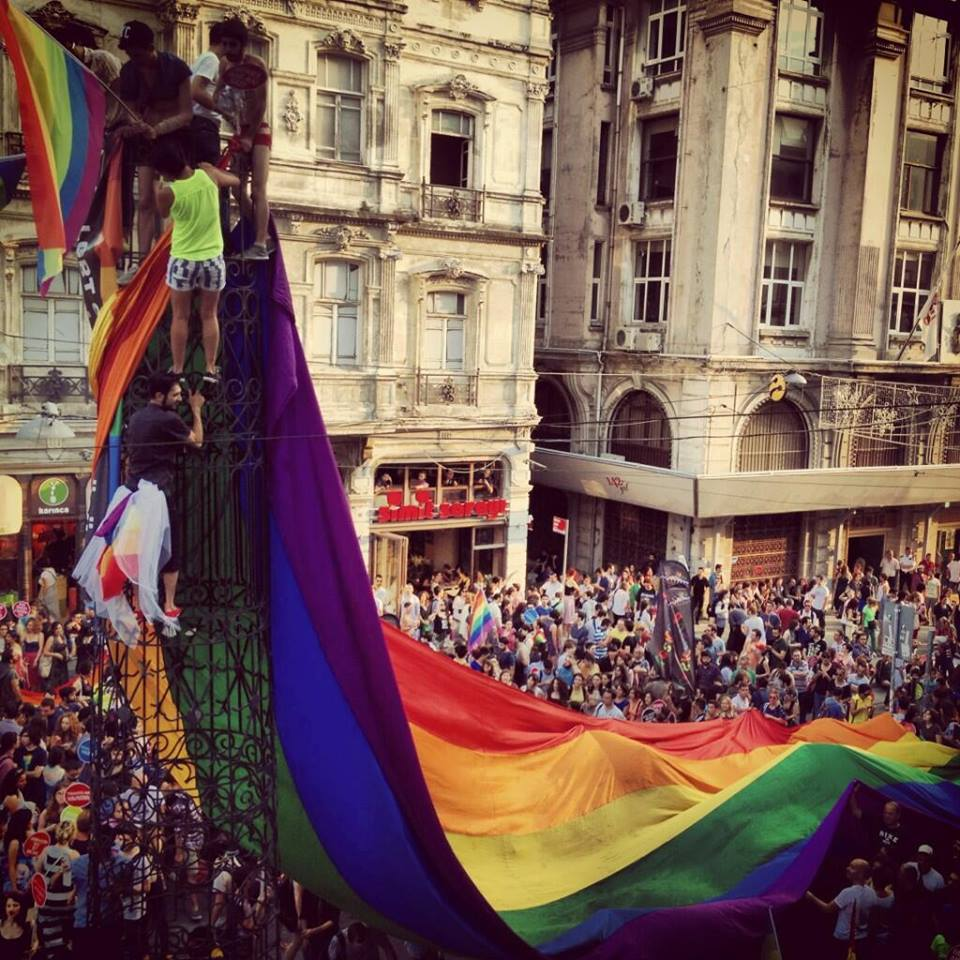
روز ال‌جی‌بی‌تی در استانبول در ۲۰۱۳، خیابان استقلال، استانبول

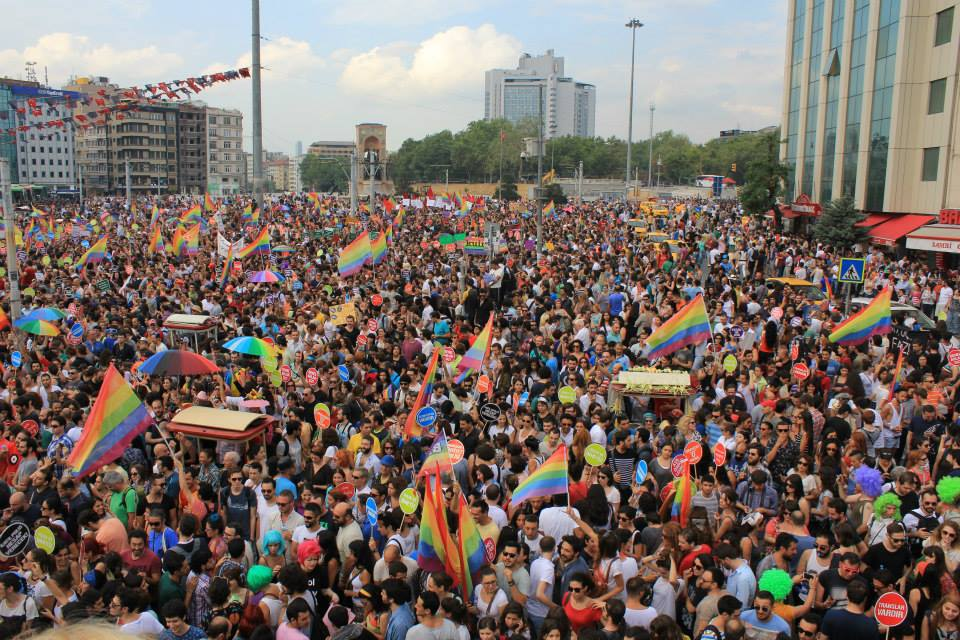
رژه پراید در استانبول (İstanbul Onur Yürüyüşü) در میدان تقسیم